# Arab Times
Arab Times (arabiska: عرب تايمز)  är en arabisk internationell tidning med huvudkvarter i Houston. Som en pionjär för arabisk press utanför arabvärlden är den lätt igenkännbar med sina grönaktiga sidor.
Tidningen grundades av Dr. Osama Fawzi i Houston 1986. Eftersom tidigare uppskattningar av cirkulationen har placerat den först bland de panarabiska dagstidningarna utanför arabvärlden, täcker 
Arab Times in händelseutvecklingen genom ett nätverk av byråer och korrespondenter i hela Arabvärlden, Europa, USA och Asien.